# Granträsket (Töre socken, Norrbotten)
Granträsket är en sjö i Kalix kommun i Norrbotten och ingår i Kalixälvens huvudavrinningsområde. Sjön har en area på 0,663 kvadratkilometer och ligger 30,1 meter över havet. Granträsket ligger i Torne och Kalix älvsystem Natura 2000-område. Sjön avvattnas av vattendraget Lillån.

## Delavrinningsområde
Granträsket ingår i det delavrinningsområde (735357-182043) som SMHI kallar för Utloppet av Granträsket. Medelhöjden är 83 meter över havet och ytan är 32,04 kvadratkilometer. Det finns inga avrinningsområden uppströms utan avrinningsområdet är högsta punkten. Lillån som avvattnar avrinningsområdet har biflödesordning 2, vilket innebär att vattnet flödar genom totalt 2 vattendrag innan det når havet efter 53 kilometer. Avrinningsområdet består mestadels av skog (80 procent). Avrinningsområdet har 1,24 kvadratkilometer vattenytor vilket ger det en sjöprocent på 3,9 procent.